# Malabos internationella flygplats
Malabos internationella flygplats (franska: Aéroport de Malabo) är en flygplats i Ekvatorialguinea. Den ligger i den nordvästra delen av landet, 8 km väster om huvudstaden Malabo. Malabos internationella flygplats ligger 23 meter över havet. Den ligger på ön Isla de Bioko.
Terrängen runt Malabos internationella flygplats är platt åt nordväst, men åt sydost är den kuperad. Havet är nära Malabos internationella flygplats åt nordväst. Runt Malabos internationella flygplats är det ganska tätbefolkat, med 192 invånare per kvadratkilometer. Närmaste större samhälle är Malabo, 8,3 km öster om Malabos internationella flygplats. 